# AC・コブラ
AC・コブラ（AC Cobra 、エーシーコブラ）は1960年代を中心に製造されたイギリス及びアメリカ合衆国のスポーツカーである。

## 開発までの経緯

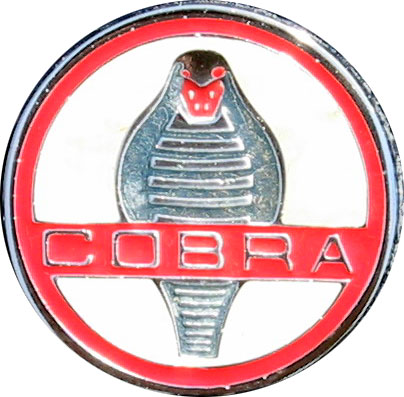
ACコブラのエンブレム

1950年代までACカーズは他の多くのイギリス中小自動車メーカーと同様、他社製エンジンを取り入れていた。AC・エースなどのエンジンはブリストル・カーズから供給された直列6気筒だが、これは元々第二次世界大戦前にBMWが設計したものであった。ボディは鉄製のフレームにアルミニウムのハンドメイドである。
1961年、ブリストルはエンジンの生産を中止。そしてクライスラー製の313 in³（5.1 L）V8エンジンの採用を決めた。この事態を受けてACカーズは経営難に陥った。その後、ACカーズはイギリス・フォード製ゼファーの2.6 L 直6エンジンを採用。同年9月、アメリカ人レーサーのキャロル・シェルビーはV8エンジンを搭載した車の製作を同社に提案。シェルビー自身がエンジンを調達することを条件として合意が成立した。シボレーは同社のコルベットの対抗車種に成り得るという懸念からエンジン提供を断ったが、フォードから最新のチャレンジャーV8の供給を受けられることになった。
1962年1月、ACカーズのメカニックであるテムズ・ディットンはチャレンジャー221V8を搭載した試作車、シャシナンバーCSX0001を製作。同年2月2日、同試作車の走行テストを終えた後、エンジンとトランスミッションを取り外し、シャシのみをロサンゼルスのシェルビーの下に空輸。彼のチームは8時間足らずでエンジンを取り付け、さっそくロードテストを開始した。
ACカーズ自体もV8新型車を生産ラインに乗せることはフォード2.6 L ゼファーエンジン採用の経験と現行型ACエースのフロントエンドの拡張のみ、という点から比較的容易であった。それよりも重点的な改良が必要だったのは強大な出力に耐えうるリアデフで、旧式のENVユニットに代わり、ソールズベリー4HUユニットを選択、同時にインボードディスクブレーキを一体化し、バネ下重量の軽量化をも図った（ジャガー・Eタイプも同じ形式を採用している。ACエースのリアはドラムブレーキ。）。しかし、量産モデルではコスト削減の目的から、一般的なアウトボードタイプになっている。ACエース2.6から第一号コブラへのフロントエンドの改良は、幅の広いV8エンジンとの干渉を避けるために外側に移動されたステアリングギアボックスのみにとどまった。

## モデルの変遷
初期型である75 Cobra Mk I（試作車も含む）はチャレンジャー260V8 (XHP-260) を搭載。51 Mk Iモデルにはチャレンジャー289ハイパフォーマンスV8が載せられた。1962年末、ACカーズのチーフ・エンジニア アラン・ターナーはフロントエンドのデザインの最終決定を下し、前後共にアッパーが横置きリーフスプリング、ロワがウィッシュボーンの4輪独立サスペンションを引き続き使用しつつ、ラック・アンド・ピニオン式のステアリングギアボックスを流用した。MK Iは1963年明けに本格的な生産体制に入った。
MK Iの量産開始と前後して、次期型となるMK IIのデザインもスタートし、1965年夏より528 Mark II Cobraとして生産された。MK IIのステアリングラックはMGBの流用、ステアリングコラムもフォルクスワーゲン・タイプ1にも採用されていた新型のものを流用した。
1963年、シェルビーはコブラMK IIにサンダーバード390V8を搭載してレースに挑んだものの、ドライバーのケン・マイルズはコントロールすることができず、"The Turd"（クソったれ）と罵った。これを機に、さらなる巨大出力に耐えうる新しいシャシを求めてMK IIIの開発が始まった。新型のMk IIIはフォードの協力で開発が進められた。フレームを構成する2本のメインチューブ径を3インチから4インチに太くし、前後にコイルスプリングによるダブルウィッシュボーン式サスペンションを採用するなど、シャシは近代化された。同時にエクステリアデザインも変更され、大きく膨らんだ前後フェンダーと、ラジエーターが覗く大開口のグリルレスエアインテークのフロントエンドとされた。この結果、ホイールベースは2,286 mmのまま、全幅は175mm拡大された。排気量427 in³（7.0 L）、最高出力425馬力（317 kW）のサンダーバード427ハイパフォーマンスV8の軽量型を搭載したスタンダードモデルは最高速度が262 km/hで、485馬力（362 kW）エンジンを搭載したコンペティションモデルは290 km/hに達した。1964年10月に2台の試作車が未塗装のローリングシャシのみでアメリカに輸送され、エンジンなどはシェルビーのもとで組み上げられ、完成された。

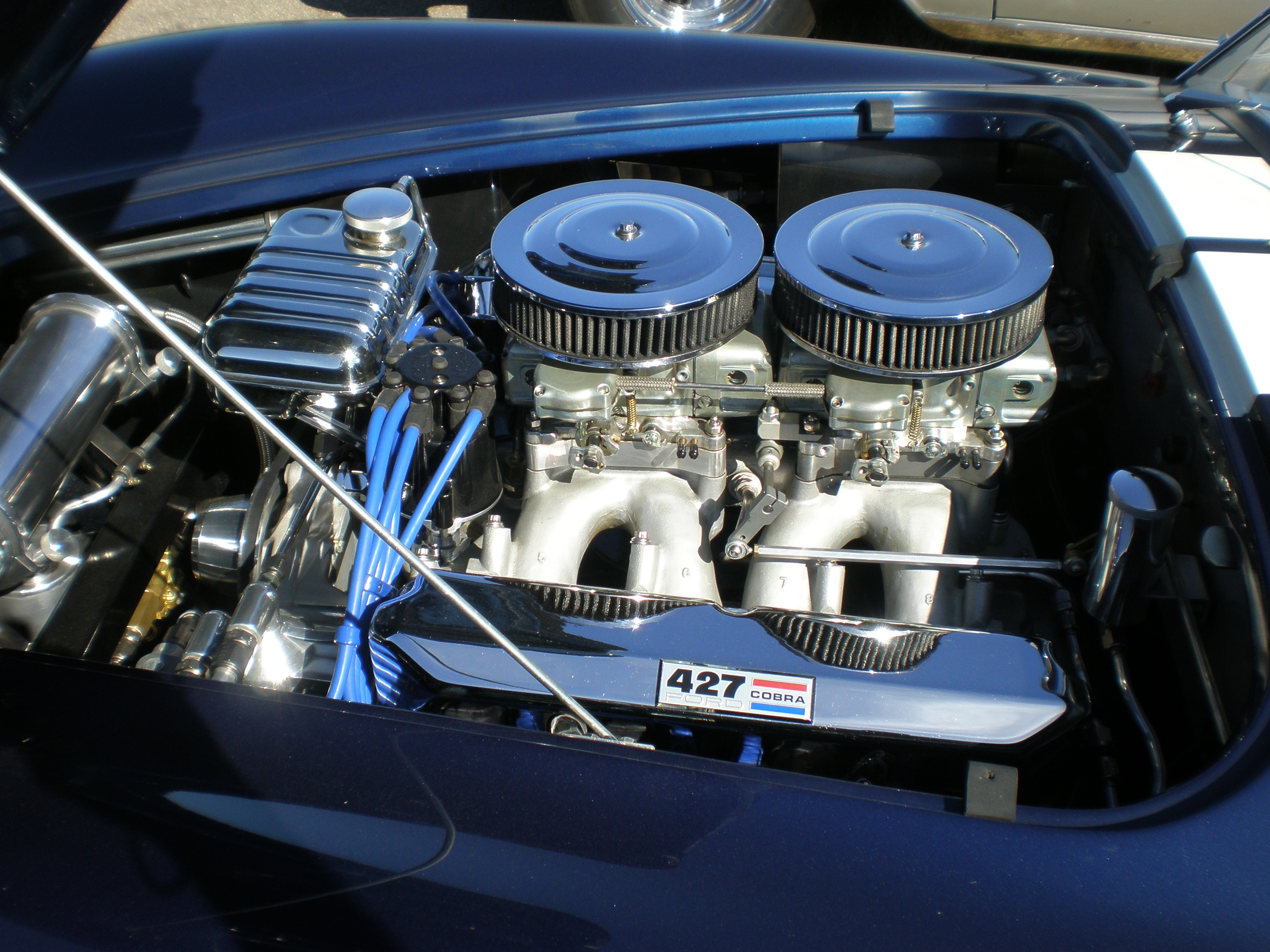
ACコブラのエンジン

1965年1月1日にMK IIIの生産が始まった。MK IIIは強い印象を与えるモデルではあったがセールスの面ではあまり振るわず、ACカーズの経営は良い状態とはいえなかった。コスト削減から多くのMK IIIは一般道で使用するニーズに応え、スモールボア・ロングストロークでより低価格のインターセプターV8が搭載された（427は107.5 mm x 96.1 mm、428は105.0 mm x 101.1 mm）。コンペティションモデルを含め、1965年から1966年にかけてアメリカのシェルビーの下に約300台のMK IIIが輸出されたとみられる。小ぶりなフェンダーのAC289は主にヨーロッパ市場で販売された。不運なことに、Mk IIIのFIAホモロゲーション取得が1965年のレースシーズンに間に合わず、シェルビーチームによる参戦は叶わなかった。しかし市販されたコンペティションモデルは1970年代に入っても数多くのプライベーターを勝利に導き、圧倒的な強さを誇った。31台あった売れ残りのコンペティションモデルは、一般公道向けにデチューンされ、ストリート用のフロントウインドシールドが取り付けられており、S/C（セミ・コンペティション）と呼ばれている。これらは世界で最も希少価値のある自動車として有名で現在では市場で1億5000万円程度の値段が付けられたこともある。

### その後の動向

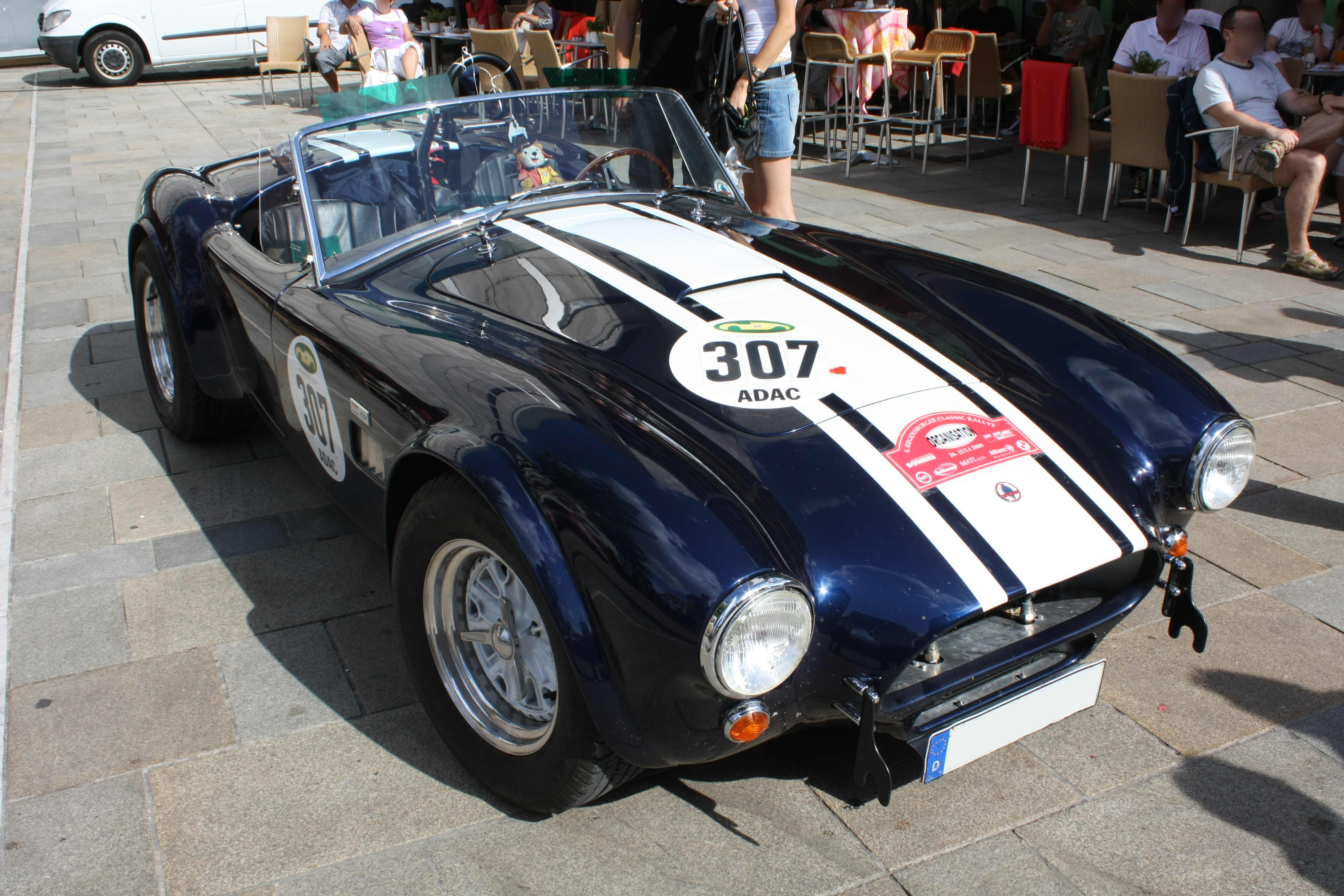
ACコブラ427

コブラのレーシングキャリアにおいてはシェルビーが「打倒コルベット」（Corvette-Beater）を掲げた（コブラはコルベットよりも227kg軽い）。「イギリスの公道に速度制限が設けられたのはコブラのせい」と言われるほどで、1964年にはル・マン24時間レースを控えたレーシングドライバー、ジャック・シアーズとピーター・ボルトンのテスト走行で、イギリスの幹線高速道路M1モーターウェイにて298 km/hを叩き出している。
レースでは輝かしい成績を残したものの、ACカーズの事業体としての経営は悪化しており、1967年にはフォードとシェルビーともにイギリスから同社製の自動車輸入を止めることになってしまった。ACカーズはそれでもなおフォード289エンジンを積んだコイルスプリングのロードスターであるAC289の生産を続け、1969年末までヨーロッパ市場で販売していた。このモデルは後の1982年にMK IIIをベースとしたフォード製5.0 L V8エンジンにボルグワーナーT5トランスミッションを積んでAutokraft MkIVとして再発売された。
ACカーズはまた、1973年までAC・フルア販売するが、同車の販売が落ち込むとともに生産数も減少し、1970年代後半にはついに倒産するに至った。
同社の商標はオートクラフトに譲渡され、AC289の後継車としてMK IVの生産を行うが、その直後シェルビーはACカーズとオートクラフトをロサンゼルス地方裁判所に提訴。その結果、コブラの商標権はシェルビーのものとなった。シェルビーモータースは現在もシェルビー・コブラとしてFIA289や427S/Cなど様々なバリエーションでラスベガス工場で生産している。2006年にはシェルビー自身が所有していたシェルビー・コブラがアリゾナ州でオークションにかけられ、280万ポンド（約4億円超）の値段が付けられた。
また、日本ではシェルビージャパンによって販売されていた。現在は米国スーパフォーマンス社と提携した代理店数社が販売している。

## クーペ仕様

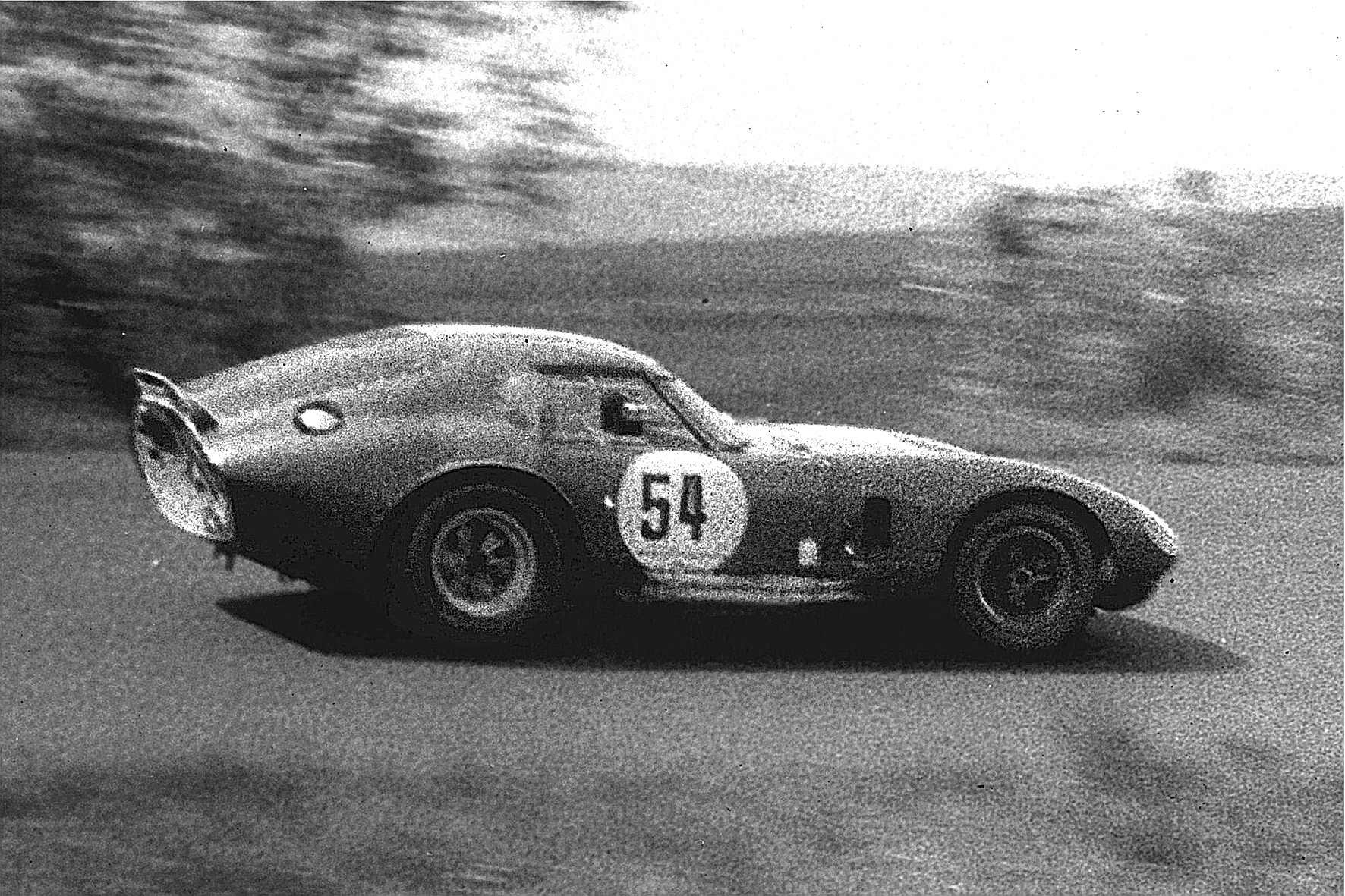
デイトナ・クーペ（1965年撮影）

ル・マン24時間レースで使用されるサルト・サーキットにおいてのトップスピードの向上を図るため、ACシェルビーMK IIをベースにしたクーペの開発が行われた。その中で最も有名なものはシェルビー・デイトナ・コブラ・クーペで、6台が製作され、フェラーリやポルシェなどのライバルを上回る大きな成功を収めた。
またACカーズはル・マン・クーペ、ジョン・ウィルメント・レーシングチームはウィルメント・コブラ・クーペを同様の手法により製作、実戦にも投入されたが、デイトナのような成功を得ることはなかった。
これらの車両は世界中のコレクターの元に保管されている。

## Continuation Cars/後継車

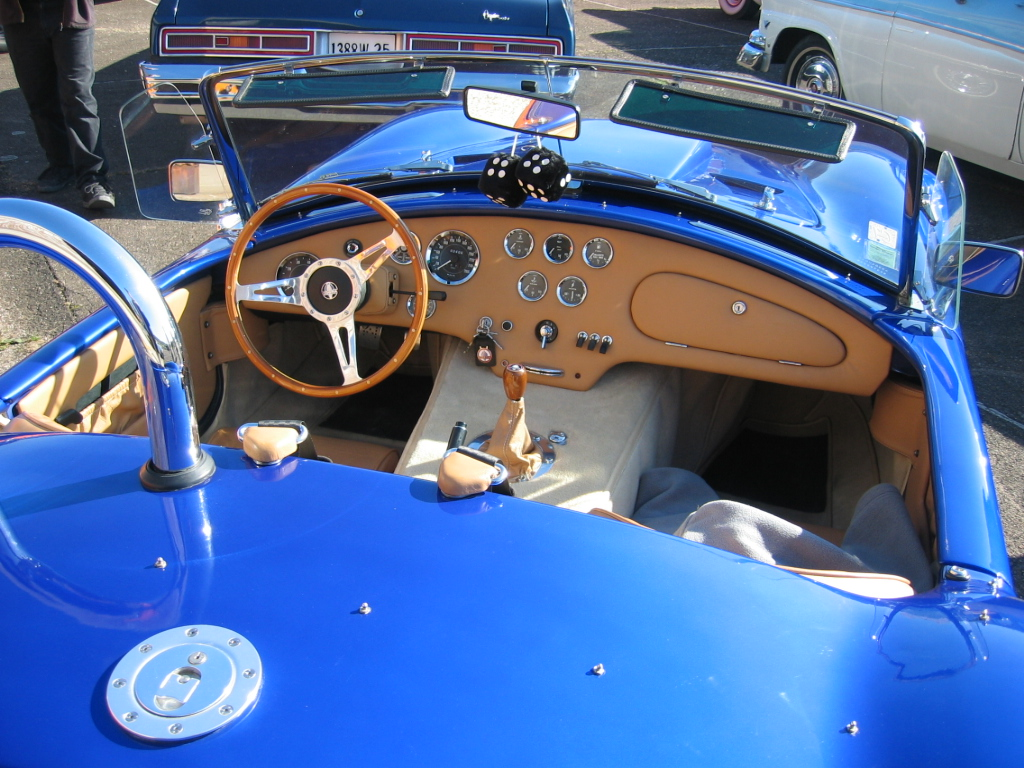
ACコブラのインテリア

1980年代後半、キャロル・シェルビーと彼を取り巻く企業はシェルビー認可付きオリジナルACボディ及びシェルビー・コブラ・シリーズを（道楽的に）製作するコンセプト"Continuation Cars"（直訳:後継車）を立ち上げた。当初、Continuation Carsが望んだ車種はCSX4000シリーズとして知られる427S/Cモデルであった。これは1960年代、シリアルナンバーCSX3560当たりをめどに生産を中止した427S/Cの復刻が望まれていたことになる。
SCX4000シリーズはシェルビーが個人的に保有していたスペアのパーツを寄せ集め、新品を組み合わせての製作となった。ヴィンテージパーツと化した同モデルの部品の供給は非常に薄かったため、フレームは新品を製作しボディパネルは様々な場所から集められた。CSX4001からCSX4999までの約1000台を製作するのにおよそ20年の歳月を費やし、その中で新たなビジネスも展開していった。
260 Slab Side Street Car Mk I 260-289、Mk II 289、The FIA Race Cars, The Mk III 427、などの車種はContinuation（後継車）として現在も市場に出回っている。2009年にはCSX4999が完成しシリアルナンバー4000シリーズの終幕を迎え、今後は6000シリーズの製作・販売が進行中である。6000シリーズではコイルオーバー・サスペンションに改良が加えられる予定で、289FIAのリーフ・スプリング付レースモデルはCSX7000、オリジナルのSlab Side リーフ・スプリング・ストリートカーはCSX8000シリーズになる。これらの新型車種は基本的にガラス繊維製のボーンを使用しているが、稀に顧客のカスタム仕様用としてアルミニウムやカーボンファイバーが使用される場合がある。
このCSX-のシャーシナンバーを持つコブラに関しては正式な復刻版としてシェルビーの顧客リストへの登録が可能だが、それ以外にもレプリカとして複数のメーカーがコブラを販売している。復刻版コブラを制作しているスーパフォーマンスも「シェルビーに販売の許可は取っているが、顧客リストへの登録はできない」というレプリカ版のコブラ（MKIIとMKIII）も同時に販売している。